# Josep Feliu i Ferrusola
Josep Feliu i Ferrusola fou un professor de música de la segona meitat del segle xix.
Va néixer a Girona el 16 de març de 1862 i amb 11 anys va marxar amb la seva família a Barcelona, on va ingressar a la capella de música de la catedral sent alumne del mestre Josep Marraco. Va cursar la carrera de Piano al Conservatori Superior de Música del Liceu, sent alumne del mestre Rodoreda.
Anys més tard va tornar a Girona on va començar la creació d'una banda musical i d'una escola municipal de música, però cap dels dos projectes van arribar a prosperar.
La data i el lloc de la seva mort són desconeguts.